# 레이 마코토
레이 마코토(일본어: 礼 真琴 れい まこと[*], 12월 2일 - )는 다카라즈카 가극단 호시구미에 소속되어있는 남역이다. 현재 호시구미 톱스타이다.
도쿄도 에도가와구, 도카이 대학 부속 우라야스 고등학교 출신이다. 키 170cm, 혈액형 O형이다. 애칭은 "마콧짱", "코토", "콧짱"이다.

## 약력
2007년, 다카라즈카 음악학교에 입학.
2009년, 다카라즈카 가극단 95기생으로서 수석입단. 소라구미 공연「장미에 내리는 비／Amour 그것은…」으로 초무대. 그 후, 호시구미에 배속.
와카테 시대부터 노래・댄스・연기에서 유례없는 실력으로 주목을 받아, 2013년의 「로미오와 줄리엣」으로 신인공연 첫 주연. 그 후, 3번을 더 신인공연 주연을 맡았다.
2014년의 「카모메」로 바우홀 공연 첫 주연. 같은 해 전국투어 공연 「바람과 함께 사라지다」에서는 히로인인 스칼렛역에 발탁.
2015년, 호쿠쇼 카이리・히나미 후우 톱콤비 대극장 오히로메 공연 「가이즈&돌즈」로 다시 한번 여역 아델레이드를 연기, 여역의 큰 역이 이어졌다.
2016년의 「르 뮤게」로 2번째 바우홀 공연 주연. 이어서 「박쥐／THE ENTERTAINER!」에서 호시구미 산반테로 승격.
2017년, 쿠레나이 유즈루・키사키 아이리 톱콤비 대극장 오히로메 공연 「THE SCARLET PIMPERNEL」에서, 신생 호시구미 니반테가 되다. 이어서 「아테루이」 (드라마시티・일본청년관 공연)으로 동상 공연 첫 주연.
2019년의 「알제의 남자／ESTRELLAS」으로 전국투어 공연 첫 주연. 같은 해 10월 14일자로 호시구미 톱스타에 취임. 입단 11년차의 스피드 취임, 레이와, 그리고 95기에서 탄생한 첫 톱스타가 되었다. 상대역으로 102기 수석입단 마이소라 히토미를 맞이해, 수석입단 톱콤비의 탄생이 되었다. 같은 해의 「록오페라 모차르트」 (우메다예술극장・도쿄건물 Brillia HALL 공연)으로 톱콤비 오히로메.
2021년, 「야규인법첩／모어 댄디즘!」으로 연기에 대한 호평을 받아, 문화청 예술제상 연극부문 신인상을 수상.

## 인물
아버지는 전 일본 축구 국가대표 아사노 테츠야이다. 

## 주요 무대
| 기간 (월)                              | 소속 | 제목                                                   | 공연장                                                      | 배역 | 비고                                                                                    |
| -------------------------------------- | ---- | ------------------------------------------------------ | ----------------------------------------------------------- | --- | --------------------------------------------------------------------------------------- |
| 2009년                                 |      |                                                        |                                                             | |                                                                                         |
| 4 - 5                                  | 소라 | 장미에 내리는 비                                       | 다카라즈카 대극장                                           | | 초무대                                                                                  |
| 4 - 5                                  | 소라 | Amour 그것은…                                          | 다카라즈카 대극장                                           | | 초무대                                                                                  |
| 6 - 9                                  | 호시 | 태왕사신기 Ver.Ⅱ                                       | 다카라즈카 대극장 도쿄 다카라즈카 극장                      | |                                                                                         |
| 2010년                                 |      |                                                        |                                                             | |                                                                                         |
| 1 - 3                                  | 호시 | 합스부르크의 보검                                      | 다카라즈카 대극장 도쿄 다카라즈카 극장                      | 시종장 요한 (신인공연) / 급사 (신인공연) / 삼손 (신인공연)                                                           | 시종장 본역 : 나츠키 레이 급사 본역 : 사자나미 레이라 삼손 본역 : 마오 유우키           |
| 1 - 3                                  | 호시 | BOLERO                                                 | 다카라즈카 대극장 도쿄 다카라즈카 극장                      | |                                                                                         |
| 4 - 5                                  | 호시 | 격정                                                   | 전국투어                                                    | |                                                                                         |
| 4 - 5                                  | 호시 | BOLERO                                                 | 전국투어                                                    | |                                                                                         |
| 7 - 8                                  | 호시 | 로미오와 줄리엣                                        | 우메다 예술극장 하카타좌                                    | 사랑 |                                                                                         |
| 10 - 12                                | 호시 | 다카라즈카 하나노오도리 에마키                         | 다카라즈카 대극장 도쿄 다카라즈카 극장                      | |                                                                                         |
| 10 - 12                                | 호시 | 사랑과 청춘의 여행                                     | 다카라즈카 대극장 도쿄 다카라즈카 극장                      | 월터 (신인공연) | 본역 : 키사라기 렌                                                                      |
| 2011년                                 |      |                                                        |                                                             | |                                                                                         |
| 1 - 2                                  | 호시 | 메이짱의 집사                                          | 바우홀 일본청년관                                           | 다이몬 |                                                                                         |
| 4 - 7                                  | 호시 | 노바 보사 노바                                         | 다카라즈카 대극장 도쿄 다카라즈카 극장                      | 비너스 루아신 아버지 (신인공연)                                                                                      | 본역 : 스즈미 시오                                                                      |
| 4 - 7                                  | 호시 | 만남은 다시 한번                                       | 다카라즈카 대극장 도쿄 다카라즈카 극장                      | |                                                                                         |
| 8 - 9                                  | 호시 | 노바 보사 노바                                         | 하카타좌 중일극장                                           | 비너스 볼소 (대역)                                                                                                   | 본역 : 이치죠 아즈사                                                                    |
| 8 - 9                                  | 호시 | 만남은 다시 한번                                       | 하카타좌 중일극장                                           | 시리우스 |                                                                                         |
| 11 - 2012년 2                          | 호시 | 오션스 11                                              | 다카라즈카 대극장 도쿄 다카라즈카 극장                      | 마이크 라이너스 콜드웰 (신인공연)                                                                                    | 본역 : 마카제 스즈호                                                                    |
| 2012년                                 |      |                                                        |                                                             | |                                                                                         |
| 3 - 4                                  | 호시 | 유즈키 레온 스페셜 라이브 『REON!!』                   | 드라마시티 일본청년관                                       | |                                                                                         |
| 5 - 8                                  | 호시 | 댄서 세레나타                                          | 다카라즈카 대극장 도쿄 다카라즈카 극장                      | 미겔 안젤로 (신인공연)                                                                                               | 본역 : 토키 이리스                                                                      |
| 5 - 8                                  | 호시 | Celebrity                                              | 다카라즈카 대극장 도쿄 다카라즈카 극장                      | |                                                                                         |
| 9                                      | 호시 | 호박색 비에 젖어                                       | 전국투어                                                    | 로랜 |                                                                                         |
| 9                                      | 호시 | Celebrity                                              | 전국투어                                                    | |                                                                                         |
| 11 - 2013년 2                          | 호시 | 다카라즈카 자포니즘 ~서파급~                           | 다카라즈카 대극장 도쿄 다카라즈카 극장                      | |                                                                                         |
| 11 - 2013년 2                          | 호시 | 만남은 다시 한번 2nd Star Bride~                       | 다카라즈카 대극장 도쿄 다카라즈카 극장                      | 루체 포멀하우트 (신인공연)                                                                                           | 본역 : 미키 치구사                                                                      |
| 11 - 2013년 2                          | 호시 | Étoile de TAKARAZUKA                                   | 다카라즈카 대극장 도쿄 다카라즈카 극장                      | 발고옴A/프티타미 에트와르옴 (가수), 발고옴A (신인공연) / 알데바란 (신인공연) / 스콜피오, 루아 드 에트와르 (신인공연) | 에트와르옴 본역 : 토키 이리스 알데바란 본역 : 마카제 스즈호 스콜피오 본역 : 유즈키 레온 |
| 2013년                                 |      |                                                        |                                                             | |                                                                                         |
| 3 - 4                                  | 호시 | 다카라즈카 자포니즘 ~서파급~                           | 중일극장 타이베이 국가 희극원                               | |                                                                                         |
| 3 - 4                                  | 호시 | 괴도 소류코 외전 -하나누스비토-                        | 중일극장 타이베이 국가 희극원                               | 이시누이쿠모 |                                                                                         |
| 3 - 4                                  | 호시 | Étoile de TAKARAZUKA                                   | 중일극장 타이베이 국가 희극원                               | |                                                                                         |
| 5 - 8                                  | 호시 | 로미오와 줄리엣                                        | 다카라즈카 대극장 도쿄 다카라즈카 극장                      | 벤볼리오 / 사랑 로미오 (신인공연)                                                                                    | 본역 : 유즈키 레온 신인공연 첫 주연                                                     |
| 9 - 10                                 | 호시 | 유즈키 레온 스페셜 라이브 『REON!!II』                 | 도쿄국제포럼 하카타좌                                       | |                                                                                         |
| 2014년                                 |      |                                                        |                                                             | |                                                                                         |
| 1 - 3                                  | 호시 | 잠들지 않는 남자 나폴레옹 -사랑과 영광의 끝에-         | 다카라즈카 대극장 도쿄 다카라즈카 극장                      | 우젠나폴레옹 보나파르트 (신인공연)                                                                                   | 본역 : 유즈키 레온 신인공연 주연                                                        |
| 5 - 6                                  | 호시 | 카모메                                                 | 바우홀                                                      | 콘스탄틴 가브릴로비치 트레플레프 (코스챠)                                                                            | 바우 첫 주연                                                                            |
| 7 - 10                                 | 호시 | The Lost Glory -아름다운 환영-                         | 다카라즈카 대극장 도쿄 다카라즈카 극장                      | 팻 볼로냐 이바노 리치 (신인공연)                                                                                     | 본역 : 유즈키 레온                                                                      |
| 7 - 10                                 | 호시 | 패셔네이트 다카라즈카!                                 | 다카라즈카 대극장 도쿄 다카라즈카 극장                      | |                                                                                         |
| 11 - 12                                | 호시 | 바람과 함께 사라지다                                   | 전국투어                                                    | 스칼렛 | 전국투어 히로인                                                                         |
| 2015년                                 |      |                                                        |                                                             | |                                                                                         |
| 2 - 5                                  | 호시 | 흑표와 같이                                            | 다카라즈카 대극장 도쿄 다카라즈카 극장                      | 마르세리노 페데리코 안토니오 데 오다리스 백작 (신인공연)                                                             | 본역 : 유즈키 레온 신인공연 주연                                                        |
| 2 - 5                                  | 호시 | Dear DIAMOND!!                                         | 다카라즈카 대극장 도쿄 다카라즈카 극장                      | |                                                                                         |
| 6 - 7                                  | 호시 | 대해적                                                 | 전국투어                                                    | 킷드 |                                                                                         |
| 6 - 7                                  | 호시 | Amour 그것은…                                          | 전국투어                                                    | |                                                                                         |
| 8 - 11                                 | 호시 | 가이즈 & 돌즈                                          | 다카라즈카 대극장 도쿄 다카라즈카 극장                      | 아델레이드 운전수 (신인공연)                                                                                         | 본역 : 아마키 호마레                                                                    |
| 2016년                                 |      |                                                        |                                                             | |                                                                                         |
| 1                                      | 호시 | 르 뮤게 -추억의 구렁텅이에서 보이는 것은-              | 바우홀                                                      | 류시안 | 바우 주연                                                                               |
| 3 - 6                                  | 호시 | 박쥐                                                   | 다카라즈카 대극장 도쿄 다카라즈카 극장                      | 알프레드 / 개막의 신사                                                                                               |                                                                                         |
| 3 - 6                                  | 호시 | THE ENTERTAINER!                                       | 다카라즈카 대극장 도쿄 다카라즈카 극장                      | |                                                                                         |
| 7                                      | 호시 | One Voice                                              | 바우홀                                                      | |                                                                                         |
| 8 - 11                                 | 호시 | 벚꽃에 춤춰라                                          | 다카라즈카 대극장 도쿄 다카라즈카 극장                      | 야기 에이키 |                                                                                         |
| 8 - 11                                 | 호시 | 로망스!!                                               | 다카라즈카 대극장 도쿄 다카라즈카 극장                      | |                                                                                         |
| 2017년                                 |      |                                                        |                                                             | |                                                                                         |
| 1                                      | 호시 | 옴 샨티 옴 -사랑하는 윤회-                             | 도쿄국제포럼                                                | 무케슈 |                                                                                         |
| 3 - 6                                  | 호시 | THE SCARLET PIMPERNEL                                  | 다카라즈카 대극장 도쿄 다카라즈카 극장                      | 쇼블랑 |                                                                                         |
| 7 - 8                                  | 호시 | 아테루이 -ATERUI-                                      | 드라마시티 일본청년관                                       | 아테루이 | 동상 첫 주연                                                                            |
| 9 - 12                                 | 호시 | 베를린, 나의 사랑                                      | 다카라즈카 대극장 도쿄 다카라즈카 극장                      | 에리히 케스트너 |                                                                                         |
| 9 - 12                                 | 호시 | Bouquet de TAKARAZUKA                                  | 다카라즈카 대극장 도쿄 다카라즈카 극장                      | |                                                                                         |
| 2018년                                 |      |                                                        |                                                             | |                                                                                         |
| 4 - 7                                  | 호시 | ANOTHER WORLD                                          | 다카라즈카 대극장 도쿄 다카라즈카 극장                      | 토쿠사부로 |                                                                                         |
| 4 - 7                                  | 호시 | Killer Rouge                                           | 다카라즈카 대극장 도쿄 다카라즈카 극장                      | |                                                                                         |
| 8 - 11                                 | 호시 | Thunderbolt Fantasy 토우리켄 유우키                    | 우메다예술극장 일본청년관 국가희극원 타카오시문화중심지덕당 | 켄산운 |                                                                                         |
| 8 - 11                                 | 호시 | Killer Rouge／星秀☆煌紅                                | 우메다예술극장 일본청년관 국가희극원 타카오시문화중심지덕당 | |                                                                                         |
| 2019년                                 |      |                                                        |                                                             | |                                                                                         |
| 1 - 3                                  | 호시 | 안개 깊은 엘베 강가                                    | 다카라즈카 대극장 도쿄 다카라즈카 극장                      | 플로리안 자이델 |                                                                                         |
| 1 - 3                                  | 호시 | ESTRELLAS ~별들~                                       | 다카라즈카 대극장 도쿄 다카라즈카 극장                      | |                                                                                         |
| 5                                      | 호시 | 알제의 남자                                            | 전국투어                                                    | 줄리안 크렐 | 전국투어 첫 주연                                                                        |
| 5                                      | 호시 | ESTRELLAS ~별들~                                       | 전국투어                                                    | | 전국투어 첫 주연                                                                        |
| 7 - 10                                 | 호시 | GOD OF STARS -식성-                                    | 다카라즈카 대극장 도쿄 다카라즈카 극장                      | 리 롱롱 / 손오공 |                                                                                         |
| 7 - 10                                 | 호시 | Éclair Brillant                                        | 다카라즈카 대극장 도쿄 다카라즈카 극장                      | |                                                                                         |
| 2019년 10월 14일, 호시구미 톱스타 취임 |      |                                                        |                                                             | |                                                                                         |
| 11 - 12                                | 호시 | 록오페라 모차르트                                      | 우메다예술극장 도쿄건물 Brillia HALL                        | 볼프강 아마데우스 모차르트                                                                                           | 톱 오히로메 공연                                                                        |
| 2020년                                 |      |                                                        |                                                             | |                                                                                         |
| 2 - 3                                  | 호시 | 현요의 계곡 ~내려 앉은 신성~                           | 다카라즈카 대극장                                           | 단레이 마코토 | 대극장 톱 호히로메 공연                                                                 |
| 2 - 3                                  | 호시 | Ray -별의 광선-                                        | 다카라즈카 대극장                                           | | 대극장 톱 호히로메 공연                                                                 |
| 7 - 9                                  | 호시 | 현요의 계곡 ~내려 앉은 신성~                           | 도쿄 다카라즈카 극장                                        | 단레이 마코토 |                                                                                         |
| 7 - 9                                  | 호시 | Ray -별의 광선-                                        | 도쿄 다카라즈카 극장                                        | |                                                                                         |
| 11                                     | 호시 | 엘 아르콘 -매-                                         | 우메다예술극장                                              | 티리안 파시몬 |                                                                                         |
| 2021년                                 |      |                                                        |                                                             | |                                                                                         |
| 2 - 5                                  | 호시 | 로미오와 줄리엣                                        | 다카라즈카 대극장 도쿄 다카라즈카 극장                      | 로미오 |                                                                                         |
| 7                                      | 호시 | VERDAD                                                 | 마이하마 안피시어터                                         | |                                                                                         |
| 9 - 12                                 | 호시 | 야규인법첩                                             | 다카라즈카 대극장 도쿄 다카라즈카 극장                      | 야규 쥬베에 |                                                                                         |
| 9 - 12                                 | 호시 | 모어 댄디즘!                                           | 다카라즈카 대극장 도쿄 다카라즈카 극장                      | |                                                                                         |
| 2022년                                 |      |                                                        |                                                             | |                                                                                         |
| 2                                      | 호시 | 왕가에 바치는 노래                                     | 미소노좌                                                    | 라다메스 |                                                                                         |
| 4 - 7                                  | 호시 | 만남은 다시 한번 next generation -미드나이트 걸프렌드- | 다카라즈카 대극장 도쿄 다카라즈카 극장                      | 루체 드 오르곤 |                                                                                         |
| 4 - 7                                  | 호시 | Gran Cantante!!                                        | 다카라즈카 대극장 도쿄 다카라즈카 극장                      | |                                                                                         |
| 9                                      | 호시 | 몬테 크리스토 백작                                     | 전국투어                                                    | 에드몬 단테스 |                                                                                         |
| 9                                      | 호시 | Gran Cantante!!                                        | 전국투어                                                    | |                                                                                         |
| 11 - 2023년 2                          | 호시 | 디미트리 ~서광에 지는 보랏빛 꽃~                       | 다카라즈카 대극장 도쿄 다카라즈카 극장                      | 디미트리 |                                                                                         |
| 11 - 2023년 2                          | 호시 | JAGUAR BEAT                                            | 다카라즈카 대극장 도쿄 다카라즈카 극장                      | |                                                                                         |

## 출연 이벤트
- 2011년 9월, 스즈미 시오 디너쇼 『0〜LOVE〜』
- 2011년 12월, 다카라즈카 스페셜 2011 『내일로 이룰 꿈』 (코러스)
- 2014년 10월, 『연극인제 특별판』 (외부공연)
- 2014년 12월, 다카라즈카 스페셜 2014 『Thank you for 100 years』
- 2015년 3월, 유메사키 네네 뮤직살롱 『N-style』
- 2015년 12월, 다카라즈카 스페셜 2015 『New Century，Next Dream』
- 2016년 10월, 히나미 후우 뮤직살롱 『Princesa!!』
- 2016년 12월, 다카라즈카 스페셜 2016 『Music Succession to Next』
- 2017년 10월, 제 54회 『다카라즈카 무용회』
- 2018년 2월, 레이 마코토 디너쇼『MOMENT』 주연
- 2018년 12월, 다카라즈카 스페셜 2018 『Say! Hey! Show Up!!』
- 2019년 10월, 제 55회 『다카라즈카 무용회〜祝舞御代煌（いわいまうみよのきらめき）〜』
- 2019년 12월, 다카라즈카 스페셜 2019 『Beautiful Harmony』

## CM 출연
- 2015년 - , 菓匠三全『萩の月』

## 수상 이력
- 2013년, 『한큐스미레회 팬지상』 - 신인상
- 2014년, 『다카라즈카 가극단 연도상』 - 2013년도 신인상
- 2017년, 『다카라즈카 가극단 연도상』 - 2016년도 노력상
- 2020년, 『한큐스미레회 팬지상』 - 남역상
- 2021년, 第76回『文化庁芸術祭賞』 - 연극부문 신인상
- 2022년, 『다카라즈카 가극단 연도상』 - 2021년도 우수상